# 조엘 마티프
조브 조엘 앙드레 마티프(프랑스어·독일어: Job Joël André Matip, 1991년 8월 8일~)는 독일 태생 카메룬의 축구인이다. 선수 시절 포지션은 중앙 수비수였으며 2010년부터 2015년까지 카메룬 축구 국가대표팀에서 활동했다. 대한민국에서는 이름 'Joël'을 독일어로 읽은 요엘 마티프, 성 'Matip'을 로마자 그대로 읽은 조엘 마팁으로도 알려져 있다.
2009년 FC 샬케 04에서 프로 선수 경력을 시작했고 2011년 DFB-포칼과 DFL-슈퍼컵 우승을 달성했다. 그는 샬케 04에서 258경기에 출전해 23득점을 기록했고 2016년 샬케 04에서 리버풀 FC로 자유계약으로 이적했다. 리버풀에서 마티프는 2019 UEFA 챔피언스리그 결승전에 선발로 출전해 디보크 오리기의 득점을 도우며 리버풀의 6번째 UEFA 챔피언스리그 우승을 만드는 데 기여했다. 그는 2019-20 시즌에 리버풀에서 2019 UEFA 슈퍼컵과 2019-20 프리미어리그 우승을 달성했다. 2023-24 시즌이 끝난 후 계약이 만료되어 리버풀을 떠났고 당해 10월 12일 선수 경력을 마감했다.
마티프는 독일에서 태어났지만 성인 대표팀으로 아버지의 나라 카메룬을 선택했다. 그는 2010년 카메룬 축구 국가대표팀에 데뷔했고 카메룬 대표 자격으로 2010년 아프리카 네이션스컵과 2010년 FIFA 월드컵, 2014년 FIFA 월드컵에 출전했다. 그는 2015년 카메룬 국가대표에서 은퇴했다.

## 구단 경력
마티프는 1994년에 SC 바이트마 45에서 축구를 시작하였고, 그는 1997년에 VfL 보훔으로 스카우트되었다. 몇 년간 VfL 보훔의 다른 연령대의 유스팀을 거친 뒤 2000년 7월에 FC 샬케 04로부터 스카우트되었다. 그는 2009년 10월 17일에 1. FC 자르브뤼켄와의 레지오날리가 경기에서 프로 데뷔를 하였다. 2009년 11월 7일, FC 바이에른 뮌헨을 상대로 데뷔하였고, 동점골을 넣어 경기 MVP로 선정되었다.
2010년 3월 2일, 마티프는 샬케의 3년 반짜리 계약서를 서명하였다. 2016년 2월 15일, 리버풀 FC와 4년 계약을 체결하였다. FC 샬케 04와의 계약기간이 얼마 남지 않았던 그는 자유계약(FA) 신분으로 리버풀로 이적했다. 이적은 7월 1일에 이루어졌다.
2024년 10월 12일 선수 경력을 마감했다.

## 국가대표팀 경력
2009년 12월 23일, 마티프는 카메룬 축구 국가대표팀으로 2010년 아프리카 네이션스 컵을 위해 차출되었으나, 나중에 대회 참가를 거절하였다. 마티프는 당시 카메룬 국가대표로 뛸 것인가, 아니면 자신이 태어난 독일에서 뛸 것인가에 고민하였다. 2010년 1월 6일 라이너 아드리온은 네이션스 컵 후보로부터 마티프를 제외시켰다. 2010년 3월 2일, 마티프는 카메룬 국가대표팀으로 뛸 것임을 최종 결정짓고, 다음날 이탈리아와의 친선전에서 뛰었다. 그는 이탈리아전에서 국가대표 데뷔를 하였고, 2010년 FIFA 월드컵에 참여하였다.
2014년 FIFA 월드컵에도 참여하였으며 브라질과의 조별예선 마지막 경기에서 동점골을 넣었다.
하지만 카메룬은 이 경기에서 4대1로 크게 패했고 3전 전패로 조별예선에서 탈락하였다.

## 개인사
마티프의 어머니는 독일인이고, 아버지는 전 카메룬 축구선수 장 마티프이다. 그는 마르뱅 마티프의 동생이며 조제프데지레 조브의 사촌이다. 마티프는 2010년에 겔젠키르헨의 게잠츌레 베르거 펠트에서 아비투어에 응시하였다.

## 수상
FC 샬케 04
- DFB-포칼 : 우승 (2010-11)
- 독일 슈퍼컵 : 우승 (2011)

리버풀 FC
- 프리미어리그 : 우승 (2019-20)
- FA컵 : 우승 (2021-22)
- EFL컵 : 우승 (2021-22, 2023-24)
- FA 커뮤니티 실드 : 우승 (2022)
- UEFA 챔피언스리그 : 우승 (2018-19)
- UEFA 슈퍼컵 : 우승 (2019)
- FIFA 클럽 월드컵 : 우승 (2019)